# Jerome Isaac Friedman
Jerome Isaac Friedman (Chicago, 28. ožujka 1930.), američki fizičar. Doktorirao (1956.) na Sveučilištu u Chicagu. Radio na sveučilištima u Chicagu i Stanfordu, a od 1960. na Massachusettskom tehnološkom institutu u Cambridgeu, gdje je od 1967. bio profesor. Za eksperimentalna istraživanja dubinskih neelastičnih raspršenja elektrona na protonima i vezanim neutronima, koja su imala bitnu ulogu u razvoju kvarkovskog modela hadrona s H. W. Kendallom i R. E. Taylorom dobio je Nobelovu nagradu za fiziku 1990. Član je Američke akademije umjetnosti i znanosti (od 1980.) i Nacionalne akademije znanosti SAD-a (od 1992.).

## Kvark
Kvark (eng. quark, naziv što ga je uveo američki fizičar Murray Gell-Mann po riječi iz Joyceova romana Bdjenje nad Finneganom) je elementarna čestica, sastavnica hadrona, električnoga naboja ±e/3 ili ±2e/3, podložna jakom međudjelovanju. Sve do otkrića Ω– čestice kvarkovima se pridjeljivalo čisto matematičko značenje. Prve naznake njihove fizikalne stvarnosti (realnosti) pojavile su se u pokusima duboko neelastičnoga raspršenja elektrona na protonima, na Stanfordskome linearnom ubrzivaču čestica 1962. Opažanje raspršenja pod velikim kutovima (kakva su prije opažena u Rutherfordovim pokusima raspršenja alfa-čestica na listićima zlata) upućivalo je na postojanje tvrdih točkastih "jezgri" unutar protona. Slični pokusi provedeni potom neutrinskim snopovima na CERN-u nedvojbeno su potvrdili da je riječ o česticama trećinskog električnog naboja i polucijeloga spina. Za istraživanja putem duboko neelastičnih raspršenja kojima su ustanovljeni kvarkovi dodijeljena je Nobelova nagrada za fiziku 1990. J. I. Friedmanu, H. W. Kendallu i R. E. Tayloru. 
Godine 1974. otkriven je c-kvark (Nobelova nagrada 1976. B. Richteru i S. C. C. Tingu za otkriće J/ψ mezona). Slijedilo je i otkriće b-kvarka (1977.) i t-kvarka (1994.). Time je bio zaokružen skup kvarkova koji s leptonima čine temeljne građevne blokove opažene tvari (fizika elementarnih čestica). Riječ je o česticama spina 1/2, koje se pojavljuju u različitim vrstama, okusima, svrstanima u obitelji ili naraštaje. Tvari koje nas okružuju građene su od gornjega i donjega kvarka (u i d, od engl. up i down) prvog naraštaja. Takav uzorak s donjim kvarkom električnoga naboja (–1/3)e i gornjim kvarkom naboja (+2/3)e ponavlja se u drugome naraštaju s kvarkovima stranog i čarobnog okusa (s i c, od engl. strange i charm) te kvarkom ljepote i istine (b i t, od engl. beauty i truth) trećega naraštaja. Svaki se od navedenih kvarkova pojavljuje u tri boje. Te se boje shvaćaju kao naboji na koje se vežu gluoni, prijenosnici jakoga međudjelovanja opisanoga kvantnom kromodinamikom.
Na maloj međusobnoj udaljenosti (manjoj od 10–15 metara) kvarkovi se gibaju kao slobodne čestice, a na većim udaljenostima djeluju iznimno velikim privlačnim silama te se zbog toga ne mogu izdvojiti iz hadrona kao zasebne čestice (asimptotska sloboda).